# Unión Europea de Mujeres
La Unión Europea de Mujeres (en: European Union of Women EUW) es una organización no gubernamental de ámbito europeo fundada en 1953 en Salzburgo impulsada por la diputada austríaca Lola Solar en el marco de la primera conferencia internacional de mujeres cristiano-demócratas. En 2013 cuenta con 19 países miembros y su sede está en Estrasburgo.La UEM tiene estatus de observadora en Naciones Unidas, OCDE y el Consejo de Europa. También coordina el trabajo con la Sección de Mujeres del Partido Popular Europeo.

## Historia
La organización fue impulsada por Lola Solar del Partido Popular Austríaco en 1953 invitando a las mujeres de Europa a participar en la Primera Conferencia Internacional de Mujeres Demócratas Cristianas convocada en Austria. El objetivo era estrechar contactos entre mujeres políticamente activas en Europa.Su idea era crear una organización no gubernamental internacional cuyos miembros, a diferencia del Partido Popular Europeo, no tuvieran que pertenecer necesariamente a la Unión Europea. De este modo, la EUW se convirtió en la organización de mujeres cristianas demócratas y conservadoras de Europa. La organización fue fundada por la diputada austríaca con Alemania, Francia, Italia, Finlandia, Gran Bretaña y Suecia.

## Secciones
La EUW tiene secciones en: Austria, Bélgica, Dinamarca, Estonia, Finlandia, Francia, Alemania, Grecia, Hungría, Italia, Lituania, Luxemburgo, Malta, Noruega, Portugal, Polonia, Eslovenia, España, Suecia, Suiza y el Reino Unido.
En España la representante es la organización Mujeres en Igualdad. En 2017 la organización estaba presidida por Margaret Hales, británica residente en España.En la reunión del consejo en Atenas de octubre de 2022 fue elegida como presidenta internacional la abogada griega Afrodite Bletas.

## Presidentas
- 1953 Lola Solar[12]
- 1959 Elisabetta Conci
- 1963 Maria Probst
- 1967 Charlotte Fera
- 1973 Baronesa Elles
- 1979 Ingrid Diesen
- 1983  Ursula Schleicher
- 1987 Marilies Flemming
- 1995 Angela Guillaume
- Elisabeth Morin-Chartier
- 2017 Margaret Hales[13]
- 2022 Afrodite Bletas[9]